# Liste des drapeaux de Suisse W
Pour les communes suisses commençant par W. Pour plus d'informations sur les conceptions, s'il vous plaît lire l'article d'une commune. 

Walchwil
Wallisellen
Wassen
Wil ZH
Wila
Winterthour